# مجموعة الحوكمة العالمية
مجموعة الحوكمة العالمية (3G)  هي مجموعة غير رسمية من البلدان الصغيرة والمتوسطة الحجم بهدف توفير تمثيل أكبر للدول الأعضاء فيها وتوجيه وجهات نظرهم بشكل جماعي إلى عملية مجموعة العشرين بشكل أكثر فعالية.
تتكون المجموعة من 30 دولة عضوا.
في عام 2017 ، كان رئيس مجموعة الحوكمة العالمية هو سنغافورة. تمت دعوة سنغافورة بصفتها رئيسًا للمجموعة لحضور قمة مجموعة العشرين في هامبورغ لعام 2017 كضيف مدعو.

## الدول الأعضاء
- الباهاما
- البحرين
- باربادوس
- بوتسوانا
- بروناي
- تشيلي
- كوستاريكا
- فنلندا
- غواتيمالا
- جامايكا
- الكويت
- ليختنشتاين
- لوكسمبورغ
- ماليزيا
- موناكو
- الجبل الأسود
- نيوزيلندا
- بنما
- البيرو
- الفلبين
- قطر
- رواندا
- سان مارينو
- السنغال
- سنغافورة
- سلوفينيا
- سويسرا
- الإمارات العربية المتحدة
- الأوروغواي
- فيتنام